# Euproctis stenobia
Euproctis stenobia är en fjärilsart som beskrevs av Collenette 1959. Euproctis stenobia ingår i släktet Euproctis och familjen tofsspinnare. Inga underarter finns listade i Catalogue of Life.